# Deal Galley
Die Deal Galley (deutsch etwa: Deal Rudertender) ist ein kleiner britischer Küstensegelbootstyp.

## Geschichte
Der Bootstyp wurde vorwiegend im Seegebiet The Downs an der englischen Ärmelkanalküste verwendet, um einen Pendelverkehr zwischen der Küste und den vor Anker liegenden größeren Segelschiffen zu betreiben. Seinen Namen erhielt er vom Städtchen Deal. Die Verwendung hielt bis in die Zeit nach dem Ersten Weltkrieg an. Der Bootstyp wurde schließlich überflüssig, als keine größeren Zahlen an Seglern in diesem Gebiet mehr ankerten. Heute werden noch vereinzelte Exemplare als Traditions- und Freizeitboote betrieben.

## Bauweise
Die offenen, schlanken aber in kräftig ausgeführter Klinkerbauweise gebauten hölzernen Arbeitssegler besitzen keinen Wetterschutz. Die etwa zehn Meter langen seegängigen Boote ähneln auf den ersten Blick den an der britischen Ostküste verwendeten East Coast Beach-Yawls. Sie laufen vorne ebenso spitz zum geraden Steven zu und verjüngen sich hinter der Bootsmitte wieder. Anders als die Beach-Yawls schließen Deal Galleys achtern aber mit einem kleinen Spiegelheck ab, an dem die Ruderpinne angebracht ist. Die Deal Galley verfügt über einen mittigen Hauptmast mit einem Luggersegel. Am Strand und längsseits größerer Segelschiffe wurden die Boote mit fünf Riemen manövriert. Auch die Besatzung einer Deal Galley bestand aus fünf Mann.